# Франсуа-Марі де Брой
Франсуа-Марі де Брой (фр. François-Marie, duc de Broglie) (*11 січня 1671 — †22 травня 1745) — французький воєначальник, маршал Франції (1734), перший герцог де Брой. Учасник війн за іспанську, польську та австрійську спадщини. Ставши маршалом, був одним із керівників французьких військ у Італії, де командував у кількох битвах. У 1742 році, під час Війни за австрійську спадщину, командував французькими військами в Німеччині.